# Kroatië op het Eurovisiesongfestival 2020
Kroatië zou deelnemen aan het Eurovisiesongfestival 2020 in Rotterdam, Nederland. Het zou de 26ste deelname van het land aan het Eurovisiesongfestival geweest zijn. HRT was verantwoordelijk voor de Kroatische bijdrage voor de editie van 2020.

## Selectieprocedure
HRT koos er net als een jaar eerder voor om Dora te organiseren als nationale preselectie voor het Eurovisiesongfestival. Het was de 21ste editie van de nationale voorronde. Geïnteresseerden konden zich van 5 november tot 15 december 2019 inschrijven voor deelname. Op 23 december 2019 werden de namen van de zestien geselecteerde kandidaten vrijgegeven.
Dora 2020 vond plaats op 29 februari 2020 in Opatija. De show werd gepresenteerd door  Duško Ćurlić, Mirko Fodor, Zlata Mück Sušec en Doris Pinčić Rogoznica. De helft van de punten werd verdeeld door het grote publiek. De andere helft werd verdeeld door tien verschillende regionale jury's. Bij een gelijkstand gaf de voorkeur van het publiek de doorslag. Uiteindelijk ging Damir Kedžo met Divlji vjetre met de zegepalm aan de haal.

## Dora 2020
29 februari 2020
| Plaats | Artiest                                  | Lied                          | Jury | Publiek | Totaal |
| ------ | ---------------------------------------- | ----------------------------- | ---- | ------- | ------ |
| 1      | Damir Kedžo                              | Divlji vjetre                 | 15   | 16      | 31     |
| 2      | Mia Negovetić                            | When it comes to you          | 16   | 15      | 31     |
| 3      | Indira Levak                             | You will never break my heart | 14   | 14      | 28     |
| 4      | Aklea Neon                               | Zovi ju mama                  | 13   | 10      | 23     |
| 5      | Lorena Bućan                             | Drowning                      | 9    | 11      | 20     |
| 6      | Zdenka Kovačiček                         | Love, love, love              | 6    | 12      | 18     |
| 7      | Đana                                     | One                           | 8    | 9       | 17     |
| 8      | Colonia                                  | Zidina                        | 12   | 5       | 17     |
| 9      | Alen Vitasović & Božidarka Matija Čerina | Da se ne zatare               | 2    | 13      | 15     |
| 10     | Bojan Jambrošić                          | Više od riječi                | 5    | 7       | 12     |
| 11     | Nikola Marjanović                        | Let's forgive                 | 10   | 2       | 12     |
| 12     | Elis Lovrić                              | Jušto                         | 11   | 1       | 12     |
| 13     | Edi Abazi                                | Coming home                   | 3    | 8       | 11     |
| 14     | Jure Brkljača                            | Hajde nazovi me!              | 7    | 4       | 11     |
| 15     | Marin Jurić Čivro                        | Naivno                        | 4    | 6       | 10     |
| 16     | Lorenzo, Dino Purić & Reper Iz Sobe      | Vrati se iz Irske             | 1    | 3       | 4      |

## In Rotterdam
Kroatië zou aantreden in de eerste halve finale op dinsdag 12 mei. Het Eurovisiesongfestival 2020 werd evenwel geannuleerd vanwege de COVID-19-pandemie.
1993 · 1994 · 1995 · 1996 · 1997 · 1998 · 1999 · 2000 · 2001 · 2002 · 2003 · 2004 · 2005 · 2006 · 2007 · 2008 · 2009 · 2010 · 2011 · 2012 · 2013 · 2014-2015 · 2016 · 2017 · 2018 · 2019 · 2020 · 2021 · 2022 · 2023 · 2024 · 2025
Albanië · Armenië · Australië · Azerbeidzjan · België · Bulgarije · Cyprus · Denemarken · Duitsland · Estland · Finland · Frankrijk · Georgië · Griekenland · Ierland · IJsland · Israël · Italië · Kroatië · Letland · Litouwen · Malta · Moldavië · Nederland · Noord-Macedonië · Noorwegen · Oekraïne · Oostenrijk · Polen · Portugal · Roemenië · Rusland · San Marino · Servië · Slovenië · Spanje · Tsjechië · Verenigd Koninkrijk · Wit-Rusland · Zweden · Zwitserland